# Kerkstraat 4 (Baarn)
Villa Kerkstraat 4 is een gemeentelijk monument in Baarn in de provincie Utrecht.
De villa uit ongeveer 1887 werd gebouwd op de hoek met de Kampstraat, tegenover de Zandvoortweg. Het heeft als een van de weinige huizen aan de Kerkstraat in Baarn een hoekpaviljoen als uitbouw. De serre aan de achterzijde werd in 1913 gewijzigd.
Volgens de telefoongids van Baarn van 1915 heette de villa Benvenuta.